# Mahamat Kamoun
Mahamat Kamoun (N'Délé, 13 de novembro de 1961) é um político da República Centro-Africana.
Ocupou o cargo de primeiro-ministro entre 2014 e 2016.